# Marguerita Goua Lou
Marguerita Goua Lou (31 de mayo de 1970) es una deportista marfileña que compitió en judo. Ganó dos medallas en los Juegos Panafricanos de 1999, y cuatro medallas en el Campeonato Africano de Judo entre los años 1996 y 1998.

## Palmarés internacional
| Juegos Panafricanos | Juegos Panafricanos       | Juegos Panafricanos | Juegos Panafricanos |
| Año                 | Lugar                     | Medalla             | Categoría           |
| ------------------- | ------------------------- | ------------------- | ------------------- |
| 1999                | Johannesburgo (Sudáfrica) | Medalla de plata    | Abierta             |
| 1999                | Johannesburgo (Sudáfrica) | Medalla de bronce   | +78 kg              |
| Campeonato Africano |                           |                     |                     |
| Año                 | Lugar                     | Medalla             | Categoría           |
| 1996                | Sudáfrica (Sudáfrica)     | Medalla de oro      | +72 kg              |
| 1996                | Sudáfrica (Sudáfrica)     | Medalla de bronce   | Abierta             |
| 1997                | Casablanca (Marruecos)    | Medalla de bronce   | +72 kg              |
| 1998                | Dakar (Senegal)           | Medalla de bronce   | Abierta             |